# Jan Černý
Jan Černý (Uherský Ostroh, 4 marzo 1874 – Uherský Ostroh, 10 aprile 1959) è stato un politico cecoslovacco, due volte primo ministro della Cecoslovacchia dal 15 settembre 1920 al 26 settembre 1922 e dal 18 marzo al 12 ottobre 1926.